# Ysengrinia
A Ysengrinia az emlősök (Mammalia) osztályának ragadozók (Carnivora) rendjébe, ezen belül a fosszilis medvekutyafélék (Amphicyonidae) családjába és az Amphicyoninae alcsaládjába tartozó nem.

## Tudnivalók
A Ysengrinia-fajok Európában és Észak-Amerikában, a kora miocén korszak ideje alatt éltek. Egyes kövületek, arra utalnak, hogy a kora miocén korszakban talán Afrika délnyugati részére is eljutott.
Serge Legendre és Claudia Roth kutatók, egy példány alapos tanulmányozása után, arra a következtetésre jutottak, hogy az állat körülbelül 71,6 kilogrammos lehetett.
1853-ban, Joseph Leidy megnevezte ezt a nemet; 1965-ben Léonard Ginsburg megerősítette a nevet és belehelyezte az Amphicyonidae családba; 1998-ban Robert M. Hunt Jr. besorolta az Amphicyoninae alcsaládba is. 1988-ban Robert L. Carroll, míg 2002-ben Hunt, újból és újból megerősítették eme emlősnemnek a fosszilis Amphicyonidae családba való tartozását..

## Rendszerezés
A nembe az alábbi 4 faj tartozik:
- Ysengrinia americanus
- Ysengrinia depereti
- Ysengrinia geraniana
- Ysengrinia tolosana

## Fordítás
- Ez a szócikk részben vagy egészben  a   Ysengrinia című angol Wikipédia-szócikk ezen változatának fordításán alapul.  Az eredeti cikk szerkesztőit annak laptörténete sorolja fel. Ez a jelzés csupán a megfogalmazás eredetét és a szerzői jogokat jelzi, nem szolgál a cikkben szereplő információk forrásmegjelöléseként.